# Receptor (críquet)
El receptor (wicket-keeper en inglés) en críquet es el jugador defensivo que está detrás del wicket del bateador, y quien recibe la mayoría de los lanzamientos que no son bateados por el bateador. Él puede eliminar el bateador por derribar el wicket con la pelota cuando el bateador sale de su zona segura.

## Equipo

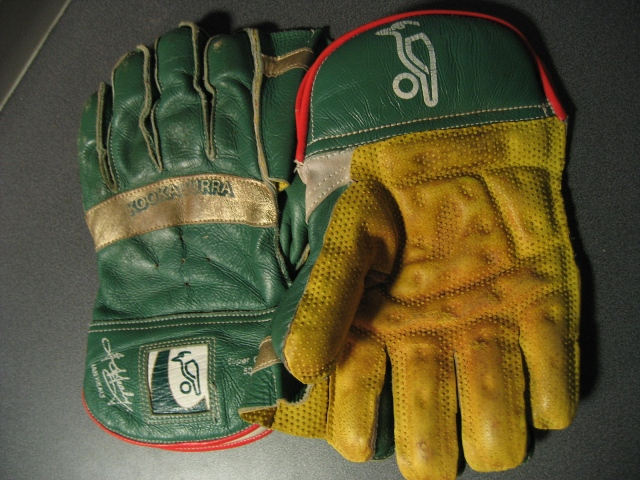
Los guantes del receptor.

El receptor es el solo jugador defensivo que puede tener guantes. Estos guantes cubran más o menos la mano, los dedos, y un poco del espacio entre el pulgar y el resto de la mano. Él también suele vestir un casco y algunas cosas para proteger sus piernas.

## Estadísticas
Cuando el receptor elimina el bateador al bate entre wickets, y este bateador no iba a correr a la otra zona segura, esto se llama una "eliminación por derribo del wicket por parte del receptor" (stumping).